# Karl von Schmidt-Phiseldeck
Karl Justus Wilhelm von Schmidt-Phiseldeck (* 4. April 1835 in Wolfenbüttel; † 11. Oktober 1895 in Braunschweig) war ein deutscher Jurist und Archivar.

## Leben
Karl von Schmidt-Phiseldeck wurde als Sohn von Justus von Schmidt-Phiseldeck (1803–1856), einem Landgerichtsassessor, und der Helene (geborene Jacobi, 1811–1861) in Wolfenbüttel geboren. Dort besuchte er die Bürgerschule und bis 1853 das Gymnasium, anschließend studierte er in Göttingen Rechtswissenschaften. Am 1. November 1856 legte er in Wolfenbüttel erfolgreich die erste juristische Prüfung ab. Da sein Vater kurz darauf am 5. November verstarb und sechs minderjährige Töchter (geboren zwischen 1836 und 1852) hinterließ, übernahm er für diese die Verantwortung, insbesondere nach dem Tod seiner Mutter am 11. November 1861.
Nachdem Schmidt-Phiseldeck am 20. Juli 1861 die zweite juristische Prüfung abgelegt hatte, war er im Staatsarchiv Wolfenbüttel tätig. Er wurde am 1. Januar 1865 zum Archivsekretär ernannt und wurde 1879 als Nachfolger Karl Wilhelm Schmidts Leiter des Archivs. Von 1875 an war er der Präsident des Konsistoriums der Braunschweigischen Landeskirche. Im Mai 1890 gab er den Vorstandsposten des Landeshauptarchives ab und trat im Herbste 1893 aus der Landesversammlung, der er seit 1878/79 angehörte, und im März 1895 aus der Stadtverordnetenversammlung aus.
Privatleben
Da sich der Gesundheitszustand von Schmidt-Phiseldeck 1895 infolge eines Blasenleidens sehr verschlechterte, begab er sich im herzoglichen Krankenhaus zu Braunschweig in ärztliche Behandlung, verstarb jedoch am 11. Oktober dieses Jahres. Er wurde am 14. Oktober in Wolfenbüttel beerdigt und hinterließ eine Ehefrau Helene (geb. Görtz), mit der er seit dem 2. Mai 1865 verheiratet war, zwei Söhne und zwei Töchter.